# 勉冲·罗布斯达
勉冲·罗布斯达（1967年—），男，藏族，西藏拉孜人，中华人民共和国政治人物。现任西藏唐卡画院院长，藏族唐卡（勉萨画派）国家级代表性传承人。第十三、十四届全国政协委员。